# (20059) 1993 OY9
1993 أو واي 9 (ويعرف أيضًا باسم (20059) 1993 أو واي 9 وفق تسمية الكوكب الصغير) (بالإنجليزية: 1993 OY9)‏؛ هو كويكب ضمن حزام الكويكبات.
اكتُشف هذا الجُرم الفلكي بواسطة إيريك والتر إلست في 20 يوليو 1993، وترتيبه 20059 من حيث الاكتشاف.

## الوصف
اكتُشف 200591993OY في 20 يوليو 1993 في مرصد لاسيلا، الواقع في صحراء أتاكاما، إقليم كوكيمبو في تشيلي، بواسطة عالم الفلك البلجيكي إيريك والتر إلست. وقد رصد المشروع 2,160 مشاهدة للكويكب إلى غاية 5 فبراير 2022 بتوقيت منطقة المحيط الهادئ، أي في مدة قدرها 11,290 يومًا (30.9 عام). تستغرق الفترة المدارية للكويكب 1,890 يومًا (5.2 عام).

## الخصائص المدارية
يتميز مدار هذا الكويكب بنصف محور رئيسي يبلغ 2.99 وحدة فلكية، وحضيض قدره 2.72 وحدة فلكية، وانحراف قدره 0.0898 وزاوية ميلان 9.26 درجة بالنسبة لمسار الشمس. بسبب هذه الخصائص، أي نصف المحور الرئيسي بين 2 و3.2 وحدة فلكية وحضيض أكبر من 1,666 وحدة فلكية، يُصنف هذا الجُرم الفلكي وفقًا لقاعدة بيانات مختبر الدفع النفاث لأجرام النظام الشمسي الصغيرة كائنًا من حزام الكويكبات الرئيسي.

## وصلات خارجية
- (20059) 1993 OY9 في قاعدة بيانات مختبر الدفع النفاث لأجرام النظام الشمسي الصغيرة

- الاكتشاف · مخطط المدار ·  العناصر المدارية · المعلمات المادية

- (20059) 1993 OY9 على موقع ويكي سكاي: DSS2, SDSS, GALEX, IRAS, Hydrogen α, X-Ray, Astrophoto, Sky Map, Articles and images